# Ângelo Jorge
Ângelo Jorge (Porto, 4 de Setembro de 1883 — 1922), foi um escritor e jornalista português.

## Biografia
Foi para o Brasil aos nove anos e ai, ainda em tenra idade dedicou-se ao jornalismo.
Regressou a Portugal em 1901 começando a colaborar em vários jornais e revistas, entre as quais a revista Luz e Vida  (1905) da qual foi diretor, e Amanhã  (1909).
Escreveu poesia, ficção e ensaio. Também fez traduções.
Foi vegetariano.

## Obras
- Ginástica Mental das Crianças (1902)
- Penumbras (1903)
- Fugitivas
- Libertas! (1908)
- Dor Humana (1908)
- Beatrice (1909)
- Olhando a Vida (1910)
- Espírito Sereno (com uma carta a Teófilo Braga) (1912)
- Irmânia (1912; nova edição: 2004)
- A Questão Social e a Nova Ciência de Curar (1912)
- A Ciência e a Humanidade
- A Visão da Eternidade (1914), com juízo crítico de José Agostinho de Oliveira
- Gritos de Prometeu (1914)
- Almas de Luz (1918)
- O Natal do Senhor
- A Barrela
- Boémia Dolorosa
- A Nova Ciência de Curar pela Natureza
- Luz nas Trevas